# IorestoinSALA
Iorestoinsala (reso graficamente come IorestoinSALA) è un circuito di sale cinematografiche di qualità virtuali, la cui offerta cinematografica è fruibile online.
L’iniziativa nasce nel maggio 2020 dall’accordo tra alcuni esercenti su tutto il territorio nazionale e alcuni distributori, che per affrontare le incertezze finanziarie e culturali conseguenti alle limitazioni imposte per contenere la diffusione della pandemia di COVID19, hanno proposto film online (prime visioni e titoli di catalogo).
Grazie ad un accordo con la piattaforma MyMovies, ogni cinema digitale simula la visione di un film in sala, con streaming a orari prestabiliti. 

## Cinema del circuito

### Calabria
Catanzaro, Cinema Teatro Comunale

### Campania
Napoli, Modernissimo

### Emilia Romagna
Bologna, Lumiere
Bologna, Pop Up Cinema Bristol
Bologna, Pop Up Cinema Jolly
Bologna, Pop Up Cinema Medica
Cattolica, Snaporaz
Ferrara, Apollo Cinepark
Modena, Sala Truffaut
Parma, Cinema Edison D'essai
Rimini, Tiberio

### Friuli Venezia Giulia
Udine, Cinema Centrale
Udine, Visionario
Pordenone, Cinemazero
Gemona, Cineteca del Friuli
Gorizia, Kinemax
Trieste, Ariston
Lignano, Cinecity

### Lazio
Roma, Il Caravaggio
Trevignano Romano, Cinema Palma

### Liguria
Genova, Odeon
Genova, Ariston
Genova, Corallo
Genova, City
Genova, Sivori
Sanremo, Cinema-Teatro Ariston
Savona, Nuovofilmstudio

### Lombardia
Milano, Anteo Palazzo del cinema
Milano, CityLife Anteo
Bergamo, Auditorium
Bergamo, Capitol
Bergamo, San Marco
Cremona, Anteo spazioCinema
Mantova, Del Carbone
Monza, Capitol Anteo spazioCinema
Sesto San Giovanni, Cinema Rondinella
Treviglio, Anteo spazioCinema
Voghera, Cinema Teatro Arlecchino

### Marche
Ancona, Azzurro
Fermo, Sala Artisti

### Puglia
Bari, AncheCinema
Bari, Splendor

### Toscana
Firenze, Stensen
Firenze, Spazio Alfieri
Pisa, Arsenale
Prato, Centro Pecci Cinema

### Trentino Alto Adige
Trento, Multisala Astra

### Umbria
Perugia, Postmodernissimo

### Veneto
Bassano del Grappa, Metropolis Cinemas
Belluno, Cinema Italia
Padova, Lux
Padova, Rex
Schio, Nuovo Cinema Paradiso
Vicenza, Odeon